# 三菱汽车
三菱汽车工業（日語：三菱自動車工業），簡稱三菱汽車、MMC，是源自日本的跨國汽车製造商，成立最初為三菱重工的汽車製造部門，總部設在东京芝浦三丁目。為日本第6大汽車製造商。
1970年起三菱汽車从三菱重工拆分，但其股權仍主要由三菱重工為首的三菱集團成員企業持有。三菱扶桑卡車及巴士公司在1970年－2002年间属于三菱汽车的一部分，後來被戴姆勒集團收購大多數股份。2016年4月，三菱汽车爆发造假丑闻，同年10月起日產开始持有其34%股权，自此三菱成为雷诺日产联盟成員，但三菱商事仍然拥有三菱汽车20%股权。2024年底，日產汽車出售了10%的三菱汽車股份。

## 历史
- 早於1917年，三菱重工業的前身三菱造船推出日本首部量產型汽車三菱A型車，開始其汽車生產事業。另外亦創下數個日本第一，包括首台柴油引擎、首部柴油貨車、首部大型巴士及首部四輪驅動原型車。
- 1932年，三菱汽車生產事業部推出首部大型巴士時以扶桑（Fuso）為系列，這是扶桑商用車輛系列的開始。
- 1950年，三菱重工业有限公司被分割成西日本重工业有限公司、中日本重工业有限公司和东日本重工业有限公司，汽车生产事业部归入中日本重工业有限公司。1964年，这三家被分割的公司再度合併为新的三菱重工业有限公司。
- 1960年代初期，日本經濟型私家車的需求劇增。1960年，三菱500面世，這是二次大戰後日本第一款私家車。之後Minica、Colt、Galant等型號亦相繼面世。
- 1970年4月22日，三菱汽車生產事業部從三菱重工業脫離，正式成立三菱汽車工業有限公司，並技術移轉生產汽車技術予臺灣合作夥伴中華汽車。
- 1986年，三菱汽車投資台灣中華汽車25%股權。
- 2000年，三菱刻意隱瞞汽車的缺陷，隱瞞車主而不召回檢修（三菱召回隱瞞，俗稱：三菱之恥）[3]，造成大卡車車輪脫落使女性和兒童行人死亡。三菱汽車主管被起訴後，引爆多家日本車廠也有隱瞞故障未召回的醜聞。日本車廠當時出現許多召回檢修的案例，包括豐田汽車的主管也被檢方起訴。
- 2003年1月6日，扶桑商用车辆从三菱汽车脱离，正式成立三菱扶桑卡客车有限公司。
- 2016年4月20日，三菱汽車爆發油耗資料造假醜聞，大約有62萬輛車的測試油耗資料有不當的造假操作，但這些車輛都屬於排氣量700c.c.以下的輕型車，分別為三菱eK（日语：三菱・eK）車系中的wagon和space版約15萬7,000輛，以及為日產汽車合作代工生產的Dayz（日语：日産・デイズ）和Roox（日语：日産・ルークス）約46萬8,000輛輕型車，合計62萬8,000輛，並都已採取停售和停產處理。此次是繼2000年車輛瑕疵醜聞事件後，三菱汽車第二次爆發隱瞞造假。（此次事件是由日產汽車發現，並由三菱汽車展開內部調查，發現在胎壓方面的數據造假，又稱三菱二恥、三菱三恥）
- 2016年5月12日，三菱汽車與日產汽車達成協議，日產汽車出資2,370億日圓收購三菱汽車34%股權而成為最大股東，三菱汽車並與日產汽車組成戰略聯盟，交易預計於第二季度進行。
- 2016年10月20日，三菱汽車宣佈委任卡洛斯·戈恩為會長。
- 2019年1月25日，2019年母廠爆發對菲律賓移工所給予的職業工作項目違於合約項目，因相關詐欺事件被政府下令五年內不得舉辦技能實習制度。

- 2019年6月卸任三菱自動車社長一職的前社長益子修於2020年8月27日逝世。

## 發展

### 北美洲

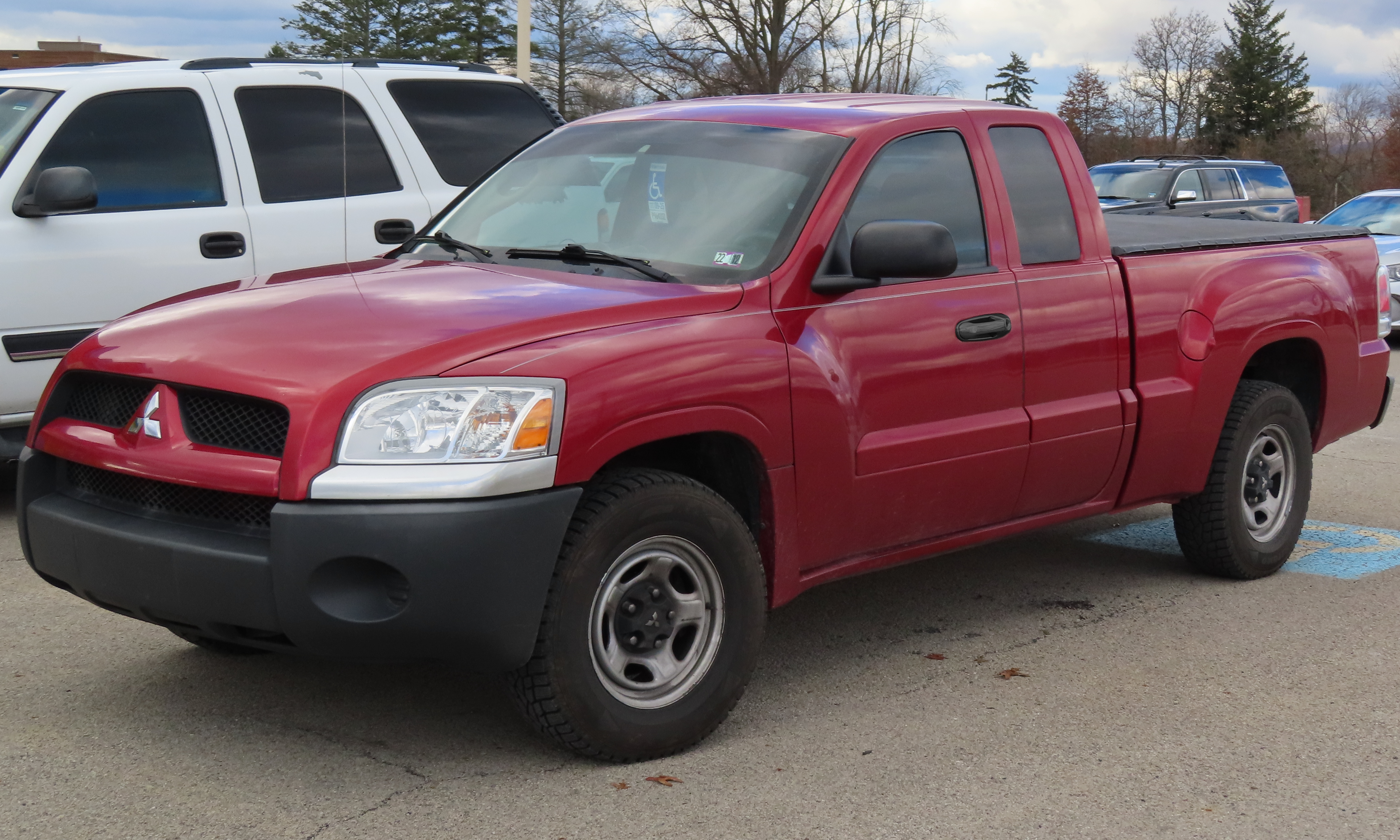
北美特供的三菱Raider皮卡

三菱汽車是於1982年開始進軍北美洲，總部是設於美國的伊利諾伊州。而为增加销路，在千禧年三菱推出零利息的贷款策略，鼓励客户购置旗下汽车。起先销路增加，但因此引起了大量不良贷款，计划陷入困境，并于2003年告终。而汽车销路，也在此后三年间减少了一半。

### 中國大陸
1973年，三菱汽车以出口中型卡车开启中国大陸业务。

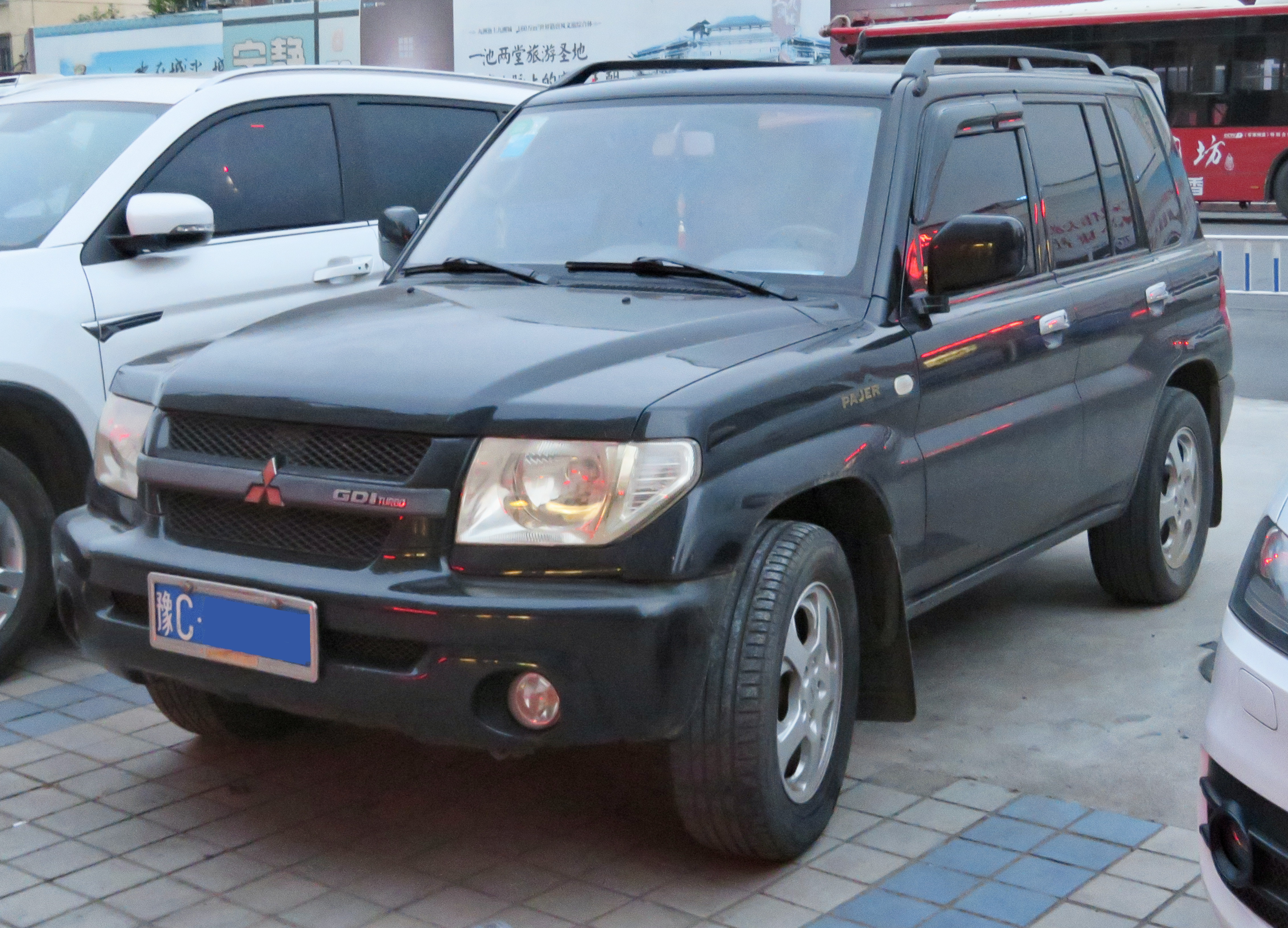
長豐三菱迷你帕傑羅

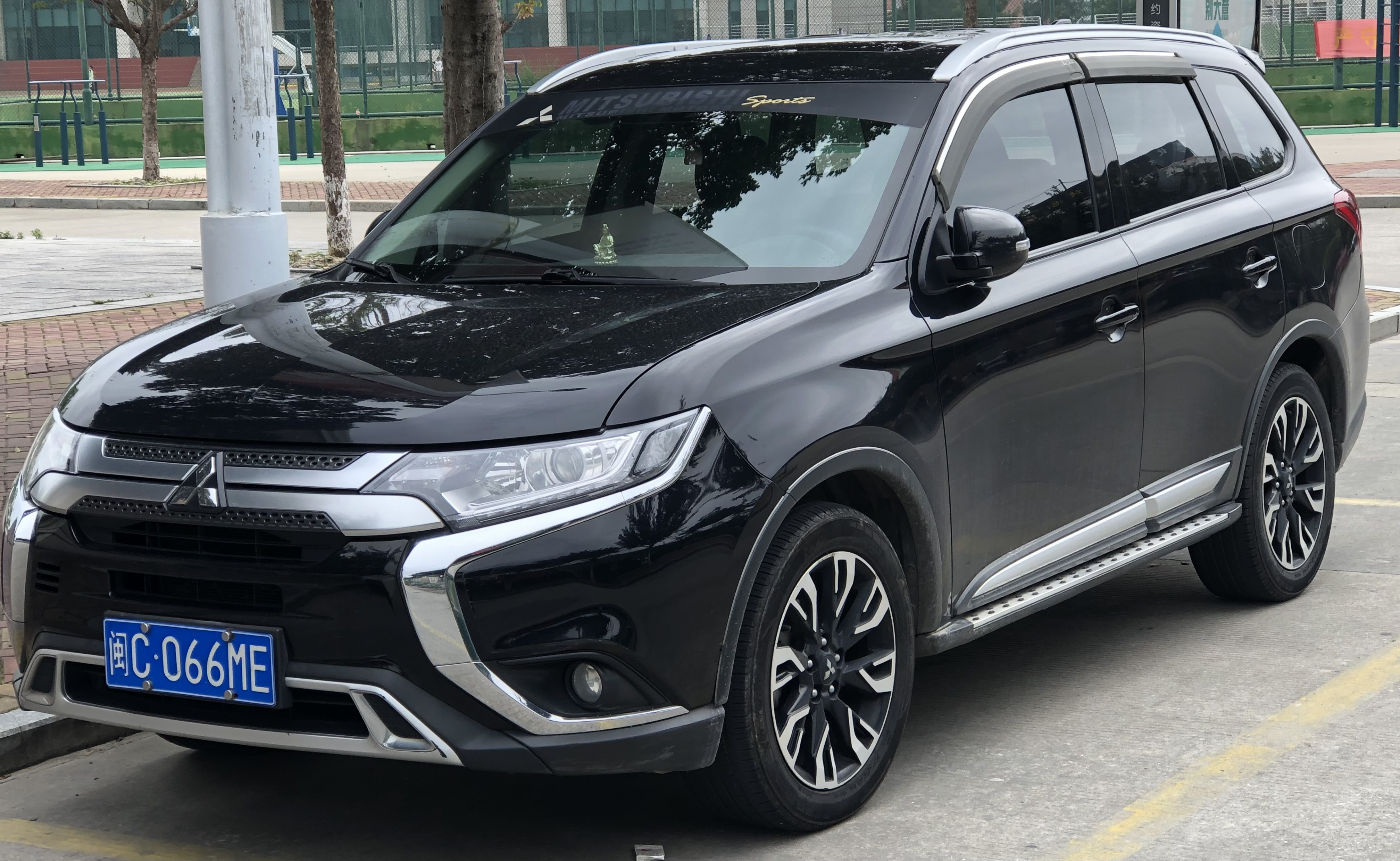
廣汽三菱歐蘭德

1997年，三菱汽車与中国航天汽车等企业合资成立沈阳航天三菱汽车发动机制造有限公司，成立时，中国航天汽车有限责任公司占股比30%，三菱自动车工业株式会社占股比25%，沈阳建华汽车发动机有限公司占股比21%，马中投资控股有限公司占股比14.7%，三菱商事株式会社占股比9.3%，次年起该合资公司向三菱汽车以及众多中国大陸本土汽车制造商供应发动机。
1998年，三菱在哈尔滨成立第二家发动机公司东安三菱，2019年三菱抛售了哈尔滨东安的股票，就此退出东安三菱。
2003年，三菱汽車与安徽星马汽车集团有限公司合作签署为期10年的技术合作协议，成立合資子公司的安徽华菱汽车股份有限公司，研发生产华菱重卡。2012年，三菱汽車出售安徽华菱股權，星马完成與华菱重组整合，正式更名为“华菱星马汽车（集团）股份有限公司”。
三菱汽車在中國大陸的合作伙伴之一还有东南汽车。主要生產車型為三菱蓝瑟系列和三菱欧蓝德系列車型，但整體上三菱在中國大陸的市場佔有率相對較低，而較成功的車型則是三菱Pajero。2021年，三菱持股25%的东南汽车股权发生变更，三菱汽车退出东南汽车公司运营。
2012年10月12日，三菱汽車在湖南長沙與廣汽集團成立了廣汽三菱汽車有限公司，主打“SUV世家”以生產SUV為主，另外還有銷售進口車的三菱汽車銷售有限公司，總部在上海。2023年10月，三菱汽車结束了与广汽集团的合作，正式关停位于湖南长沙的整车工厂，完全退出在中国大陸的整车生产。2024年3月，三菱汽車工業株式會社和三菱商事株式會社退出廣汽三菱。儘管三菱品牌已退出中國市場，廣汽集團與三菱汽車、三菱商事共同持股的廣汽三菱汽車銷售公司將繼續為廣汽三菱車主提供備件和售後服務。此外，根據中國《汽車品牌銷售管理實施辦法》的規定，車企在退出市場後仍需確保10年的零部件供應，並對已售車輛的後續維保工作負責。
2025年7月22日，受中国电动汽车市场影响，三菱汽车宣布终止与沈阳航天三菱汽车发动机制造有限公司的合资合作关系，以及合资公司的发动机业务运营，彻底终结其在中国大陆市场的所有生产版图。

### 臺灣

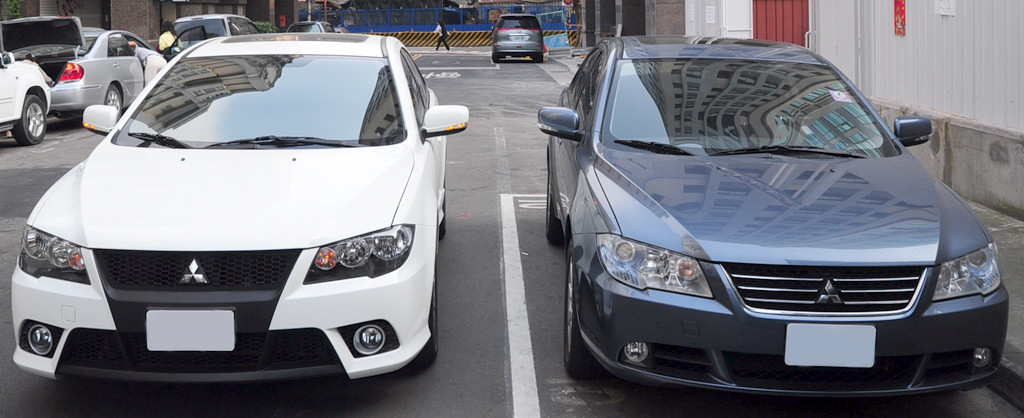
中華汽車生產的台灣特供三菱Lancer Fortis／iO

早期三菱汽車是貿易商進口日本車來臺銷售，後來於1969年，由裕隆汽車的創辦人嚴慶齡創設中華汽車，初期採技術授權的方式，負責生產三菱汽車商用車，而後三菱汽車透過轉投資的方式投資25%的中華汽車股份，與裕隆集團合資在臺生產三菱汽車。目前由順益及匯豐經銷不同車款。

## 車款
- ASX

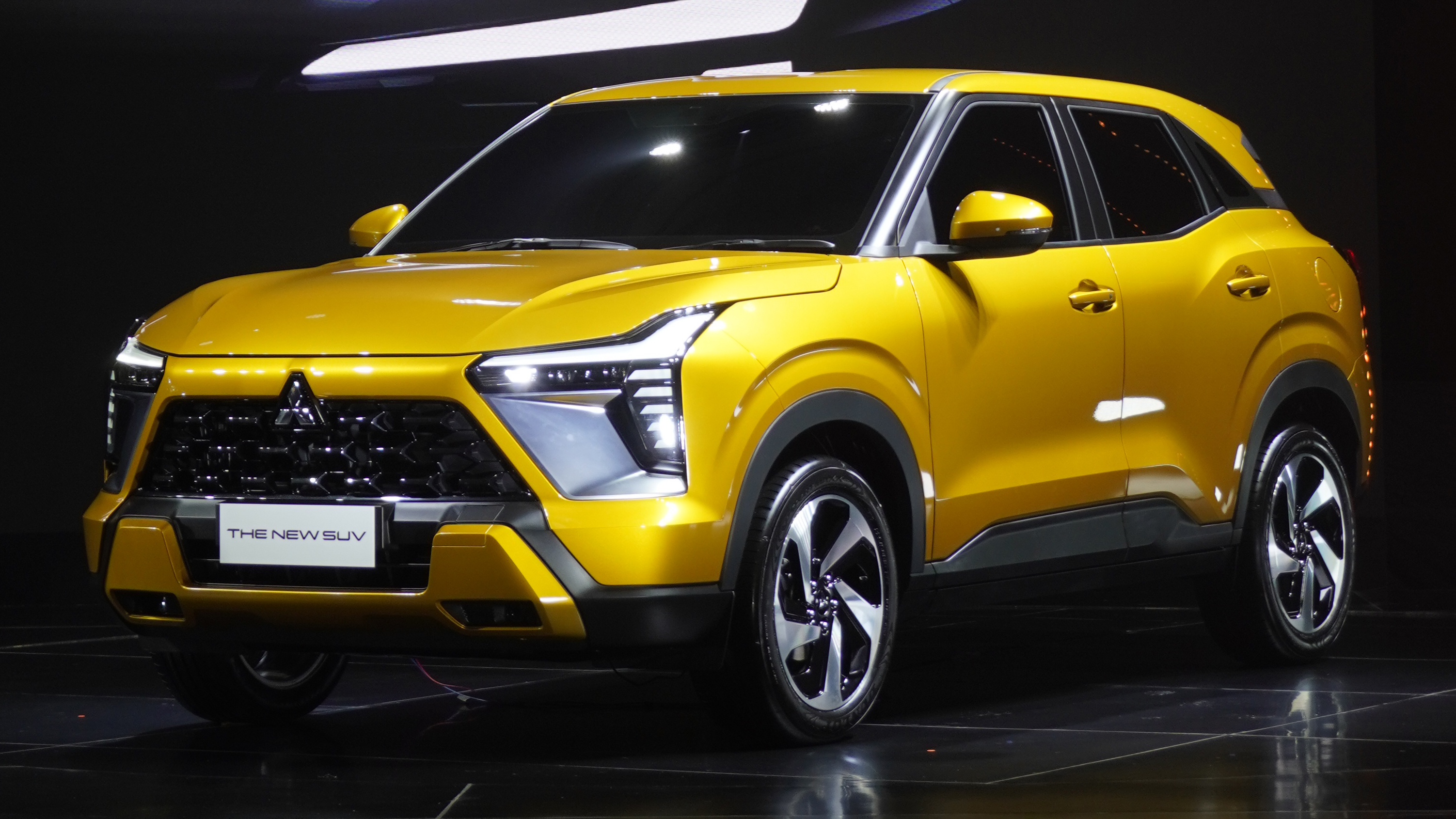
三菱Xforce

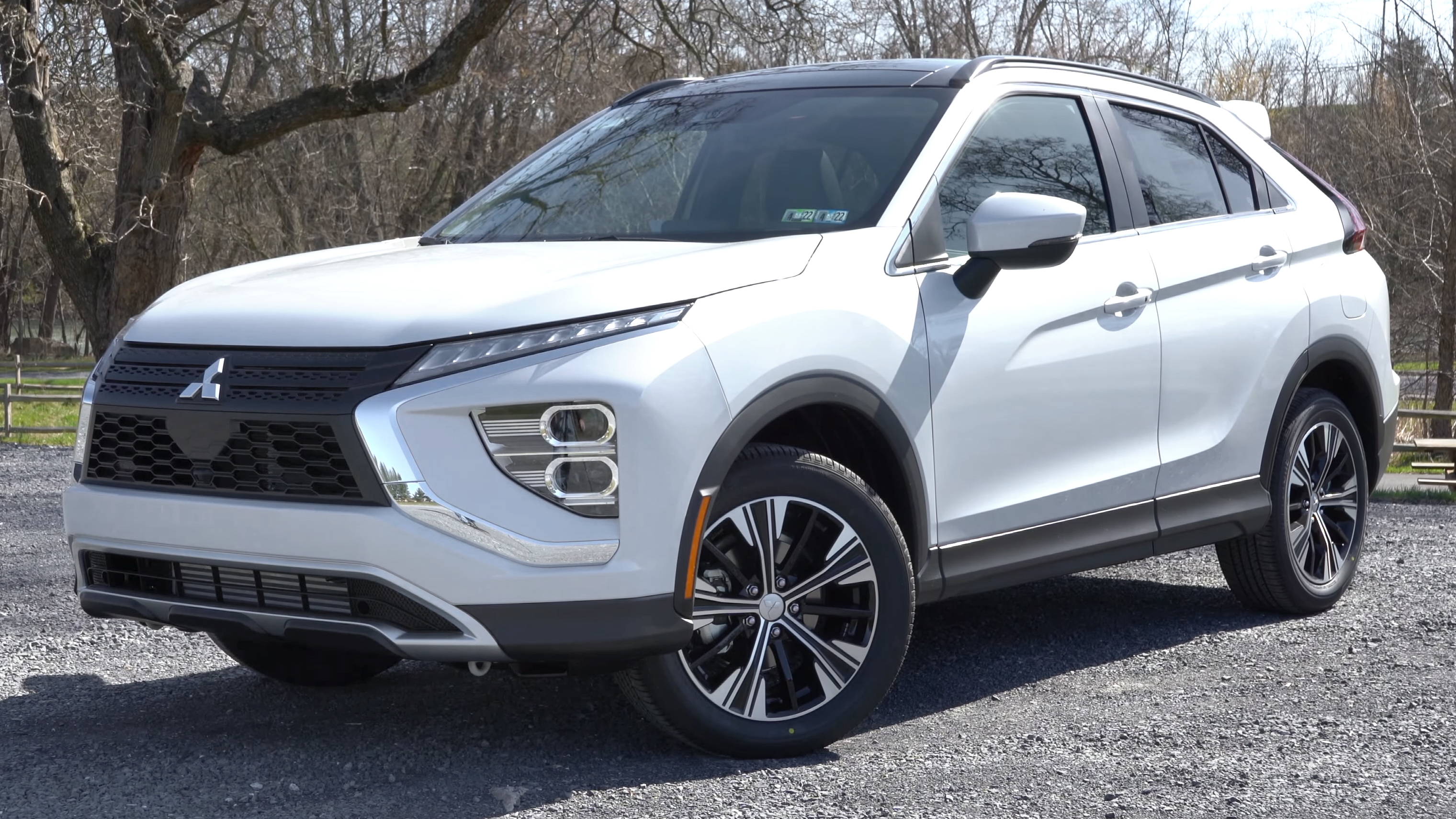
三菱Eclipse Cross

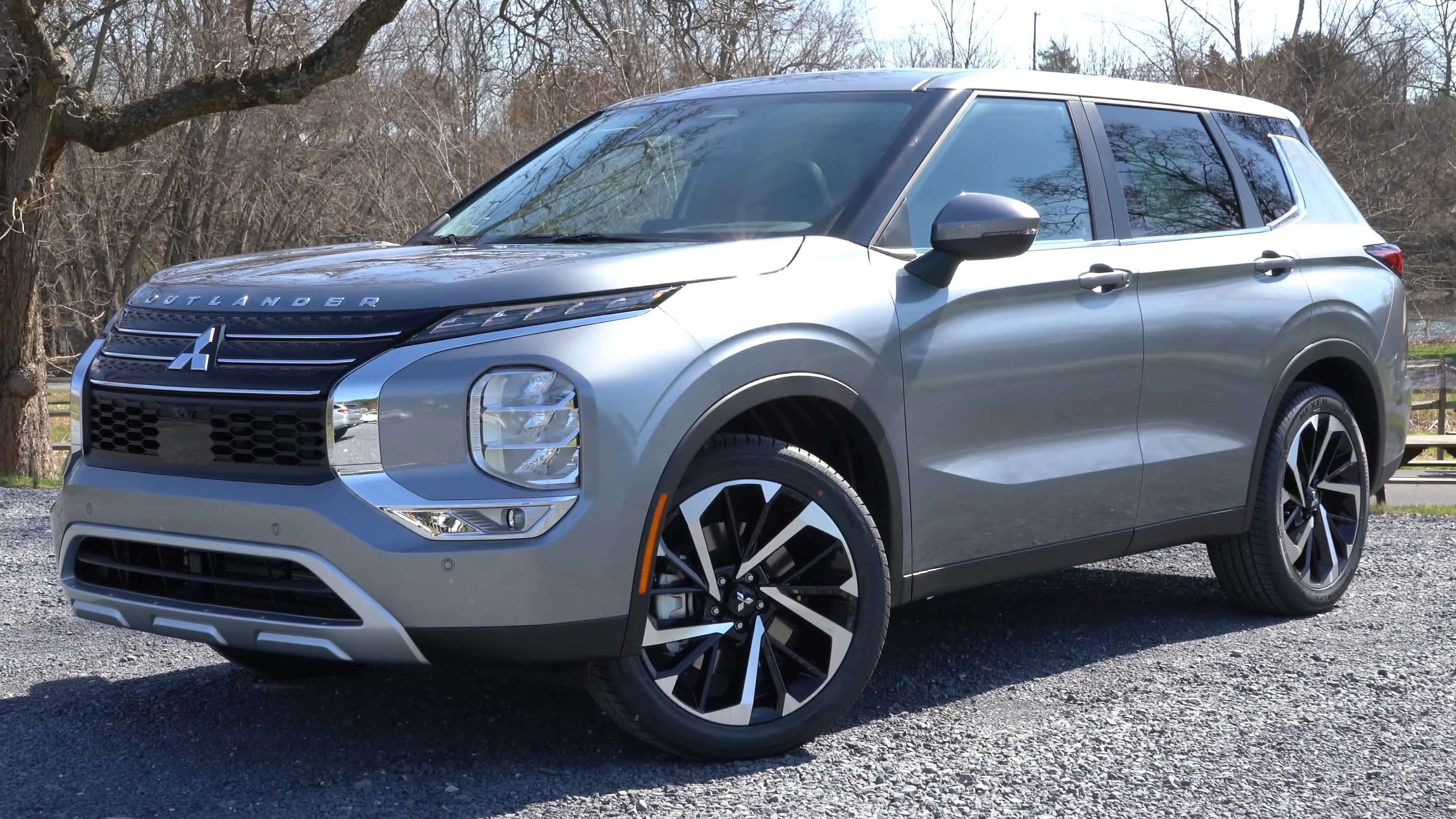
三菱Outlander四代

- Challenger/Pajero Sport
- Colt
  - Colt Plus
- Delica
- Eclipse Cross
  - Eclipse Cross PHEV
- eK（英语：Mitsubishi eK）
- Minicab
  - Veryca（或稱「菱利」）
- Outlander
  - Outlander PHEV
- Town Box（英语：Mitsubishi Town Box）
- Triton
- Xforce
- Xpander（英语：Mitsubishi Xpander）
- Zinger（台灣中華三菱研發）
  - Zinger Pickup（台灣中華三菱研發）

### 已停產車款

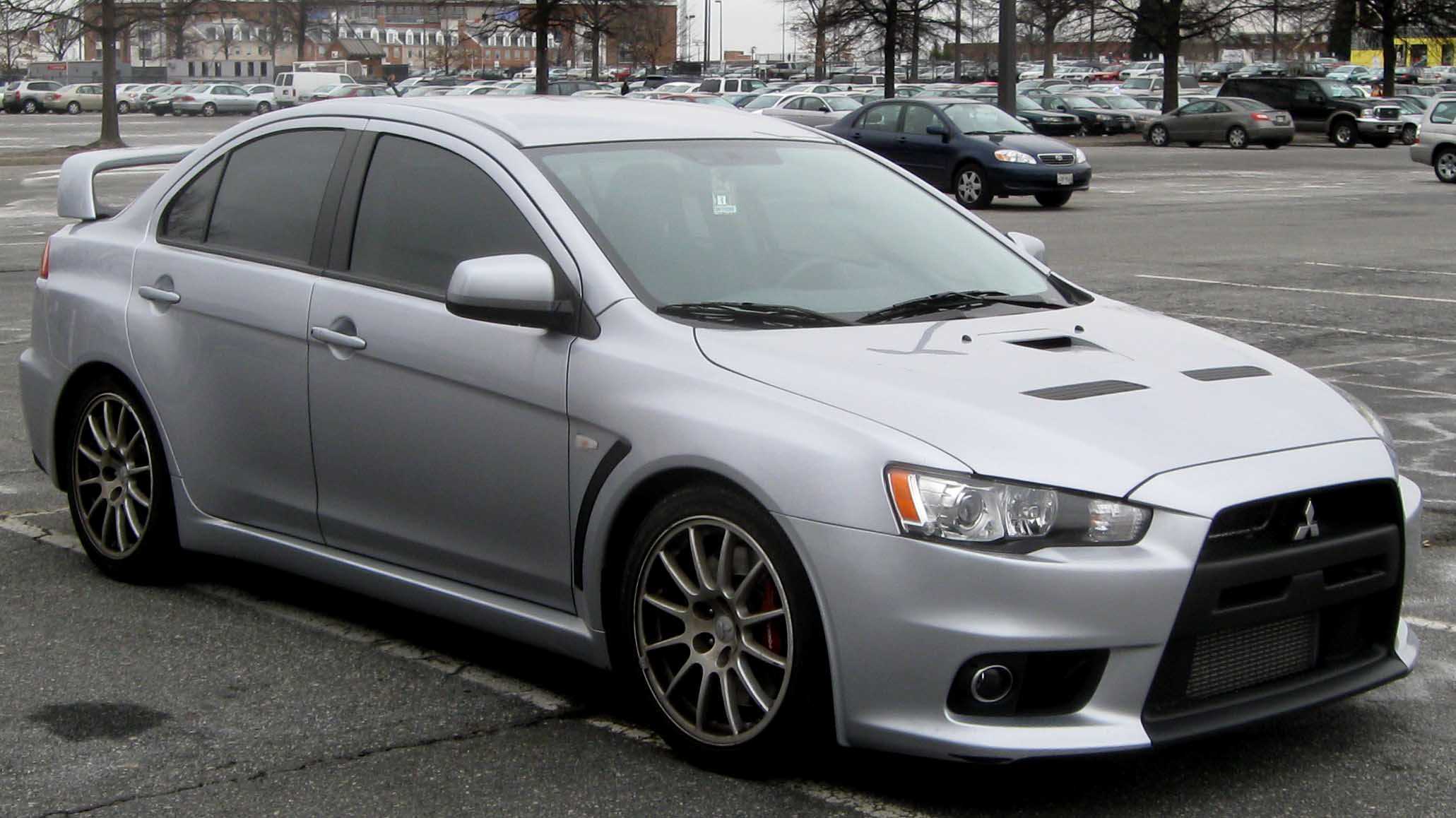
三菱Lancer Evolution十代

- 380
- 500
- 73式吉普車
- Airtrek（電動車）（英语：Mitsubishi Airtrek (China)）
- Carisma
- Chariot
- Colt CZC
- Colt Plus iO（台灣中華三菱版本）
- Colt Plus X-Sports（台灣中華三菱版本）
- Colt Ralliart Version-R
- Colt 600
- Colt 800
- Colt 1000
- Colt T120SS
- Cordia
- Dignity（英语：Mitsubishi Dignity）
- Dion
- Eclipse
- Endeavor
- FTO（英语：Mitsubishi FTO）
- Galant
  - Galant Grunder（台灣中華三菱研發）
- Galant FTO
- Galant GTO
- Galant Lambda
- Galant VR-4
- Grandis
- GTO
- i-MiEV
- Jeep（英语：Jeep CJ#Mitsubishi Jeep）
- Lancer
  - Lancer Evolution
  - Lancer Fortis / iO（台灣中華三菱版本）
  - Grand Lancer（台灣中華三菱研發）
- Lancer Cargo
- Lancer Celeste
- Lancer Wagon
- Lancer WRC
- Legnum
- Libero
- Mirage
- Mirage Dingo
- Mizushima
- Model A
- Outlander iO（台灣中華三菱版本）
- Pajero
- Pajero Evolution
- Pajero Mini
- Proudia（英语：Mitsubishi Proudia）
- Raider（英语：Mitsubishi Raider）
- RVR
- Savrin（台灣中華三菱研發）
- Space Star
- Tredia

## 產研基地
三菱汽車的主要研發和生產基地都在日本。
- 汽車研發
  - 十勝研發所
  - 東京研發所
- 汽車生產工廠
  - 水島廠區（京都廠、滋賀廠、水島廠）
  - 名古屋廠區（岡崎廠、大江廠）